# Je vis pour aimer

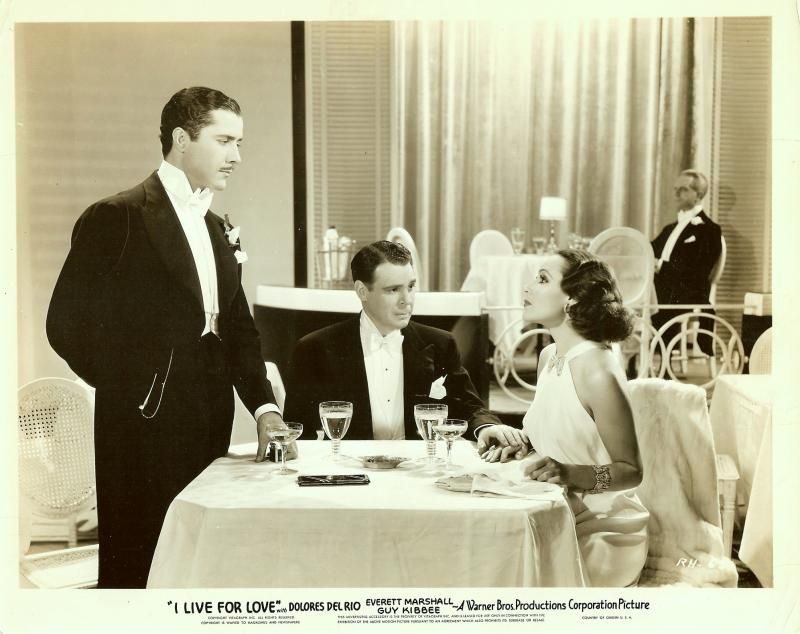
Dolores del Rio avec Don Alvarado et Everett Marshall dans une scène du film

Je vis pour aimer (I Live for Love) est un film américain réalisé par Busby Berkeley et sorti en 1935.
Dolores del Río y tient le rôle d'une vedette originaire d'Amérique du sud.

## Fiche technique
- Titre original : I Live for Love
- Réalisation : Busby Berkeley
- Scénario : Jerry Wald, Julius J. Epstein, Robert Hardy Andrews
- Producteur : Bryan Foy
- Société de production : Warner Brothers
- Photographie : George Barnes
- Musique : Heinz Roemheld
- Montage : Terry O. Morse
- Durée : 64 minutes
- Date de sortie : 28 septembre 1935

## Distribution
- Dolores del Río : Donna
- Everett Marshall : Roger Kerry
- Guy Kibbee : Henderson
- Allen Jenkins : Mac
- Berton Churchill : Fabian
- Hobart Cavanaugh : Townsend
- Eddie Conrad : Street Musician
- Al Shaw : Street Musician
- Sam Lee : Street Musician
- Don Alvarado : Rico Cesaro
- Mary Treen : Clementine
- Robert Greig